# 伊号第六十潜水艦
| 画像をアップロード | |
| 艦歴               | |
| 計画               | 大正12年度艦艇補充計画                                                                                              |
| 起工               | 1927年10月10日 |
| 進水               | 1929年4月24日 |
| 就役               | 1929年12月24日 |
| その後             | 1942年1月17日戦没                                                                                                   |
| 除籍               | 1942年3月15日 |
| 性能諸元           | |
| 排水量             | 基準：1,635トン 常備：1,800トン 水中：2,300トン                                                                     |
| 全長               | 101.00m |
| 全幅               | 7.90m |
| 吃水               | 4.90m |
| 機関               | ズルツァー式3号ディーゼル2基2軸 水上：6,800馬力 水中：1,800馬力                                                     |
| 速力               | 水上：20.0kt 水中：8.0kt                                                                                            |
| 航続距離           | 水上：10ktで10,000海里 水中：3ktで60海里                                                                            |
| 燃料               | 重油：230t |
| 乗員               | 63名 |
| 兵装               | 40口径十一年式12cm単装砲1門 留式7.7mm機銃1挺 53cm魚雷発射管 艦首6門、艦尾2門 六年式魚雷16本 Kチューブ（水中聴音機） |
| 備考               | 安全潜航深度：60m                                                                                                   |

伊号第六十潜水艦（いごうだいろくじゅうせんすいかん）は大日本帝国海軍の潜水艦。海大3b型（伊156型）の4番艦。

## 艦歴

### 建造
1923年（大正12年）の大正12年度艦艇補充計画により佐世保工廠で1927年10月10日に起工。1929年4月24日に進水し、潜望鏡等の搭載を行って12月24日に竣工した。佐世保鎮守府に編入のうえ、伊63と共に第28潜水隊を編成した。

### 伊63との衝突
伊60は、1937年前期の演習に参加するため、2月2日豊後水道沖の配備地点に向かうため航進中、僚艦伊63が自艦の配備地点にいるのに気付かず、しかも伊63は艦首灯と艦尾灯をつけていたのにもかかわらず、小型船2隻の灯火と誤認し、200メートルに近付くまで前方の船が潜水艦であることに気付かなかった。そして、伊63の右舷補機室に直角に衝突した。伊63は瞬時に沈没し、艦橋にいた艦長を除く先任将校以下81名が殉職した。事故の直接の原因は伊63が、配備地点を間違えたことにあった。
1937年支那事変（日中戦争）が勃発したため、第28潜水隊は中国に派遣された。中国は旧式巡洋艦を持ってはいたが、真の目的はそうではなかった。ほとんどの艦種が派遣されていたため、潜水艦も一応参加させなければ、士気に影響すると思われたからである。
1938年6月1日、艦型名を伊五十三型に改正。
そして、ついに太平洋戦争（大東亜戦争）が始まったため伊60は、初期作戦であるマレーシア半島上陸作戦を支援した後、1942年フィリピンのミンダナオ島にある、ダバオに到着した。1月から始まる予定のインド洋通商破壊戦に参加するためであった。燃料補給後、1月9日に出撃した。

### 最期
1月16日未明、スンダ海峡南口に到着。この時の通信を最期に消息不明。
連合軍側記録によると、翌17日、アメリカの輸送艦マウント・ヴァーノン (USS Mount Vernon, AP-22)を護衛中のイギリス海軍の駆逐艦ジュピター（J級駆逐艦）のソナーにより発見され、ジュピターの爆雷攻撃を受けて潜航不能となり、浮上して12センチ砲でジュピターと壮絶な砲撃戦を交えるがついに沈没した。この戦闘では伊60もジュピターに命中弾を与えており、ジュピターでは3名が戦死している。第28潜水隊司令加藤行雄大佐、艦長長谷川晙少佐以下83名が戦死し、3名が連合国側に救助されたものの、うち1名は負傷により戦死した。沈没地点は南緯06度19分 東経104度49分 / 南緯6.317度 東経104.817度のクラカタウ島北北西40km地点付近で、水深は920mあるとされる。
3月15日除籍

## 歴代艦長
※『艦長たちの軍艦史』427-428頁による。

### 艤装員長
1. 道野清 少佐：1929年6月1日[4] - 1929年8月1日[5]

### 艦長
1. 道野清 少佐：1929年8月1日[5] - 1929年11月5日[6]
2. 林清亮 少佐：1929年11月5日[6] - 1930年12月1日
3. 島本久五郎 少佐：1930年12月1日 - 1931年12月1日
4. 貴島盛次 少佐：1931年12月1日 - 1933年11月15日[7]
5. （兼）舟木重利 中佐：1933年11月15日[7] - 1934年2月21日[8]
6. （兼）遠藤敬勇 少佐：1934年2月21日[8] - 1934年3月2日[9]
7. 貴島盛次 少佐：1934年3月2日[9] - 1934年5月10日[10]
8. 後藤汎 少佐：1934年5月10日[10] - 1936年11月2日[11]
9. （兼）岡本義助 少佐：1936年11月2日 - 1936年12月1日
10. 大谷清教 少佐：1936年12月1日 - 1938年12月15日[12]
11. 中川肇 少佐：1938年12月15日 - 1939年3月10日[13]
12. 山田隆 中佐：1939年3月10日 - 1939年12月1日[14]
13. 小池伊逸 少佐：1939年12月1日 - 1940年3月20日[15]
14. 花房博志 少佐：1940年3月20日 - 1941年7月1日[16]
15. 河野昌通 少佐：1941年7月1日 - 1941年10月31日[17]
16. 長谷川晙 少佐：1941年10月31日 - 1942年1月17日戦死